# Allocapnia sequatchie
Allocapnia sequatchie is een steenvlieg uit de familie Capniidae. De wetenschappelijke naam van de soort is voor het eerst geldig gepubliceerd in 2000 door Kondratieff & Kirchner.